# ريبيكا ولس
ريبيكا ولس (بالإنجليزية: Rebecca Wells)‏ (1952، لويزيانا في الولايات المتحدة)؛ كاتِبة، سيناريست، مخرجة مسرحية وروائية أمريكية.